# 벨로스구아르도
벨로스구아르도(이탈리아어: Bellosguardo)는 이탈리아 캄파니아주 살레르노도에 위치한 코무네다.